# Ogun Challenger 1981
L'Ogun Challenger 1981 è stato un torneo di tennis facente parte della categoria ATP Challenger Series nell'ambito dell'ATP Challenger Series 1981. Il torneo si è giocato a Ogun in Nigeria dal 23 al 1º marzo 1981 su campi in terra rossa.

## Vincitori

### Singolare
Craig Wittus ha battuto in finale  Mark Vines con il punteggio di 2–6, 6–3, 6–0

### Doppio
Ian Harris /  Craig Wittus hanno battuto in finale  Guy Fritz /  Harry Fritz con il punteggio di 7–6, 7–6